# この世界の片隅に
『この世界の片隅に』（このせかいのかたすみに）は、こうの史代による日本の漫画である。『漫画アクション』（双葉社）にて2007年1月23日号 - 2009年1月20日号まで連載された。単行本は、同社より2008年から2009年に上・中・下巻の形式と、2011年に前編・後編の形式で発売された（書誌情報参照）。
2011年8月5日に日本テレビ系でテレビドラマ化された。
2016年11月12日には、片渕須直監督による同名の劇場アニメーション映画が全国公開された。
2018年7月期にTBS系の「日曜劇場」枠にて再度テレビドラマ化された。
2024年にミュージカル化された。

## 概要
こうの史代の出世作となった『夕凪の街 桜の国』(2004年)に続いて「戦争と広島」をテーマに描いた作品である（ただし『夕凪の街 桜の国』と異なり、主要な舞台は広島市ではなく近隣の軍港・呉に設定されている）。本来原爆を語るような立場ではないにもかかわらず『夕凪の街 桜の国』により「原爆作家」と見られることに抵抗を感じた作者は、「原爆以外の死、戦争全体にもう1回向き合わなければバランスが取れない」との思いにより、次作として激しい空襲を受けた広島県の軍都・呉を舞台に戦争の全体像を描いた本作品に着手する。単行本下巻のあとがきでは、作者自身が「『誰もかれも』の『死』の数で悲劇の重さを量らねばならぬ『戦災もの』を、どうもうまく理解出来ていない」ことを背景として、作品を描く中で、「そこ（戦時中）にだって幾つも転がっていた筈の『誰か』の『生』の悲しみやきらめきを知ろうとしました」と記している。
2006年初めから翌2007年初めにかけて発表した戦前期（1930年代）の広島を描いた3編の読み切り短編作品『冬の記憶』『大潮の頃』『波のうさぎ』（いずれも主人公・浦野すずの幼少時がテーマとなっている）に続いて、『漫画アクション』誌上に本作品の連載が開始されることになり、2008年1月にはコミックス単行本（上巻）が刊行された。こうのにとっては通算7本目の単行本化作品となる。単行本の累計発行部数は130万部を突破した。
本作品のストーリー本編は1943年（昭和18年）12月、すずが周作と出会い翌年2月に2人が祝言を挙げるところから始まるが、コミックス化に際して上記の3編も本編のプロローグ部分として上巻に同時収録された（目次の配列はストーリー上の時系列に沿っている）。初出掲載時とコミックスでは、各回ごとに（「18年12月」というように）昭和元号により舞台となる時期（年・月）を示すサブタイトルが付されている（ただしプロローグの3編については初出時に時期設定が明示されていなかったため、コミックス収録時に新たに付された）。また、初出掲載時は「昭和」と「平成」の元号を介して年月が一致するように連載されていた（例：作中が昭和20年3月の場合、平成20年3月発行の誌上に掲載）。
翻訳されて、英語版『In This Corner of the World』、フランス語版『Dans un recoin de ce monde』、スペイン語版『En Este Rincón Del Mundo』、ドイツ語版『In this corner of the world』、韓国語版『이 세상의 한구석에』、台湾版『謝謝你, 在這世界的一隅找到我』、ベトナム語版『Ở một góc nhân gian』、イタリア語版『In questo Angolo di Mondo』が刊行されている。

## あらすじ

### 冬の記憶
昭和9年（1934年）1月、広島市江波で少女時代を過ごした浦野すずは、想像力が豊かで絵を描くのが上手く、自分が体験した出来事を、虚実の入り交じった漫画のような作り話にしてしまう才能の持ち主。小学生のすずは海苔を届けるお使いで中島本町に行く途中、「ばけもん」にさらわれる。すずは、ばけもんの背中の籠の中で見知らぬ少年・周作と出会う。すずは機転をきかせ、ばけもんを眠らせて周作と逃げ出す。それは夢とも現実ともつかない出来事だった。

### 大潮の頃
昭和10年（1935年）8月、すず一家は、草津の祖母の家を訪ねる。すずが昼寝から目を覚ますと、天井裏から降りてきた見知らぬ少女がすずたちが食べ終わった後のすいかの皮を手に取っていた。すずは新しいすいかを持ってくるが、少女の姿は消えていた。兄の要一は座敷童子を見たのではないかと言う。

### 波のうさぎ
昭和13年（1938年）2月、すずは同じ組の乱暴者・水原哲に鉛筆を取り上げられ床下に落とされてしまう。放課後、海難事故で兄を亡くし、荒れた家に帰りたくないという理由で課題の絵を描かず海辺に座り込んでいた哲を見つけたすずは、彼に代わって絵を描いてやる。

### この世界の片隅に

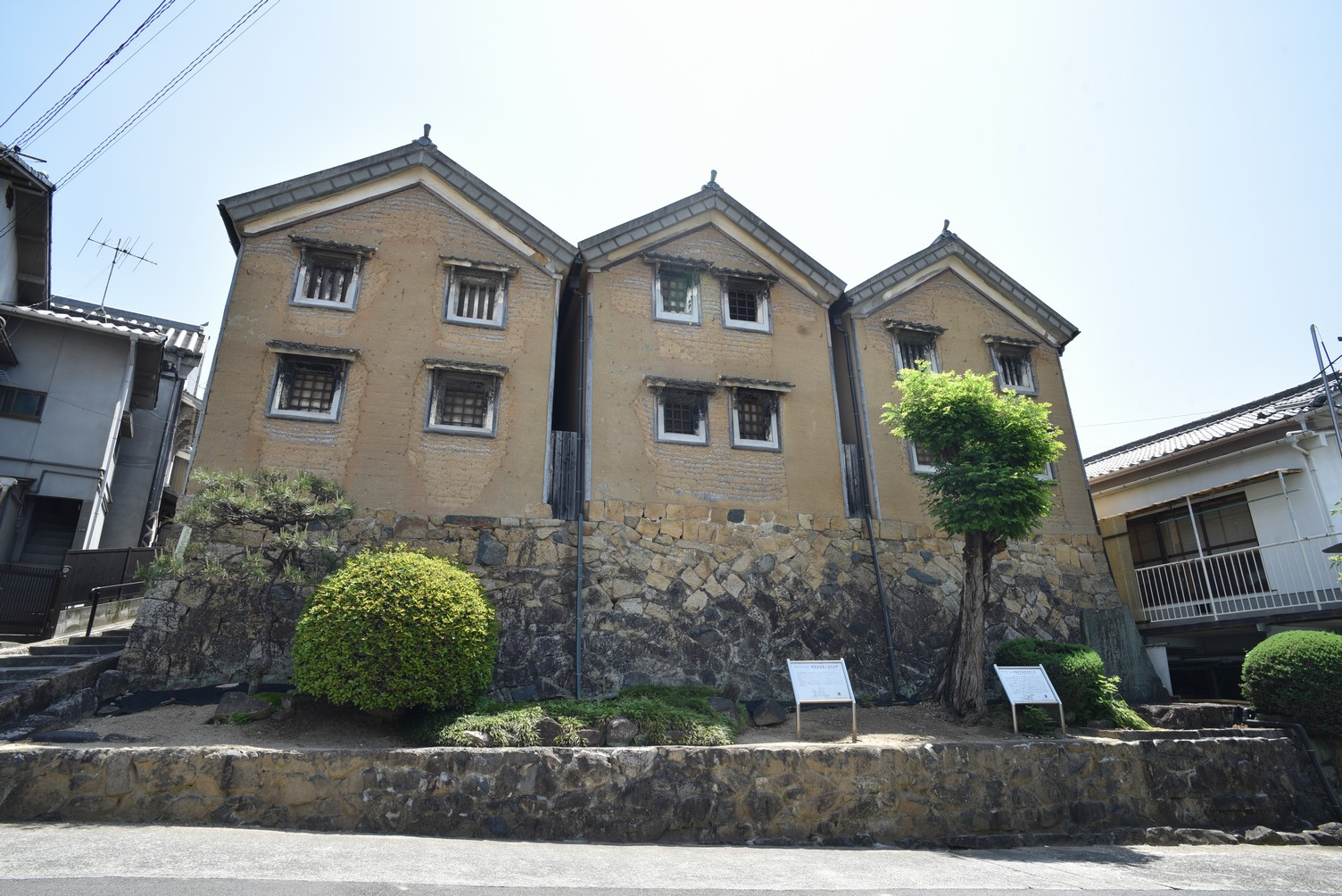
旧澤原家住宅三ツ蔵

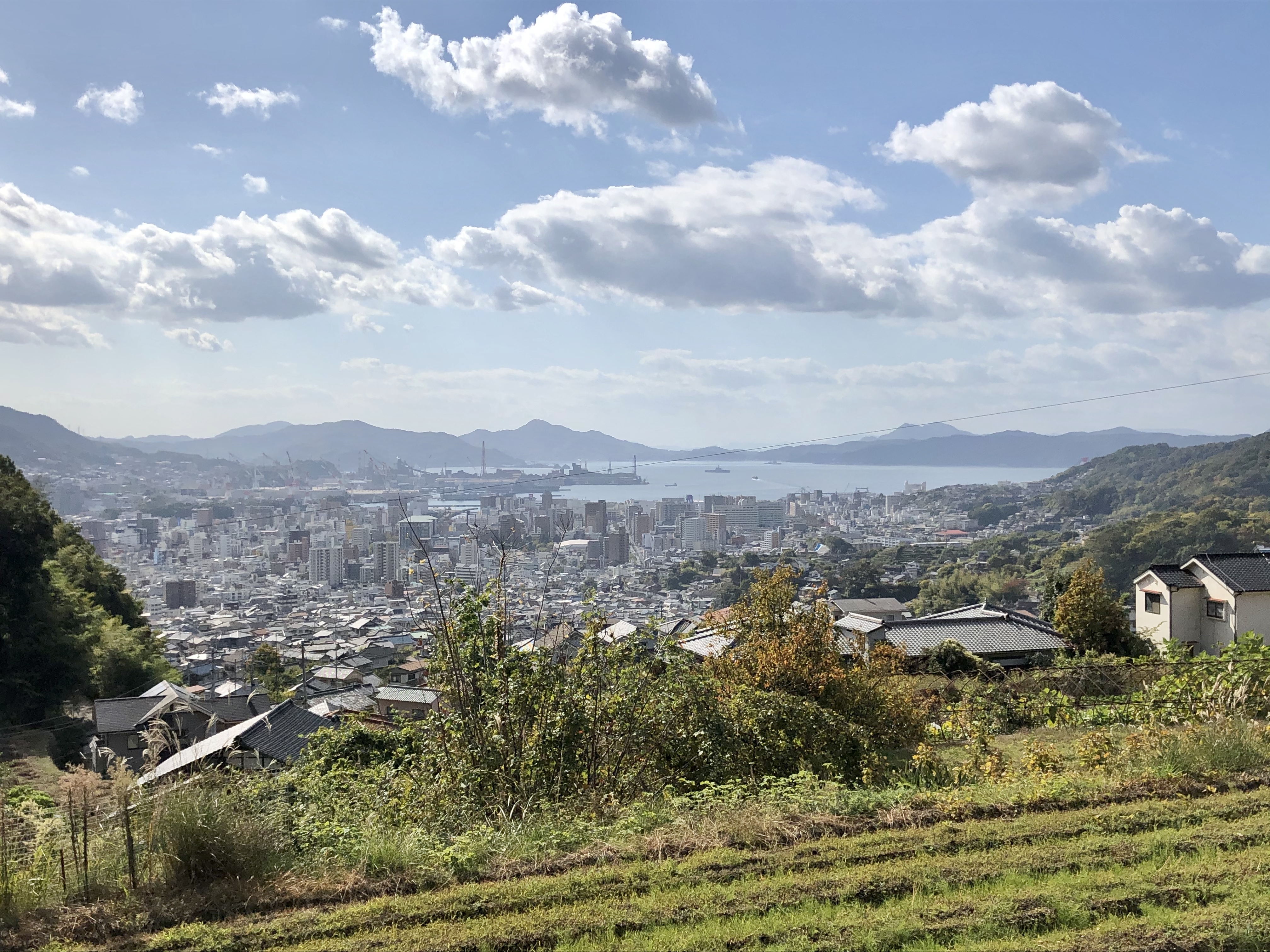
北條家の家がある辰川地区（旧上長ノ木町）から海を見下ろす。

太平洋戦争中の1943年（昭和18年）12月、18歳の浦野すずが草津の祖母の家で海苔すきの手伝いをしていると、突然縁談の知らせがくる。急ぎ帰宅したすずが覗き見たのは、呉から来た北條周作という青年だった。翌年2月、呉の北條家でささやかな結婚式が挙げられ、すずの新しい生活がはじまる。すずは周作とどこかで会った気がするが思い出せない。傍目には不器用で、いつもぼんやりしていて危なっかしく見えるすずは、北條家で失敗を繰り広げては、小姑の黒村径子に小言を言われる毎日を過ごすが、径子の娘である姪の黒村晴美には懐かれる。戦時下で物資が不足し、配給も乏しくなる一方、すずは持ち前のユーモアと生活の知恵で、食料に乏しい日々を乗り切り、次第に北條家やその近所の人々に受け入れられていく。
ある日、すずは闇市からの帰り道、迷い込んだ遊郭地で遊女の白木リンと知り合い友達のような間柄になる。すずは、栄養不足が原因でなかなか子供ができないことが判明し悩むが、リンの「この世界に居場所はそうそう無うなりゃせん」という言葉に救われる。だが、すずは幾つかの断片的な状況から彼女が周作の元恋人であったことに勘づき、複雑な思いを抱えることになる。そんなすずの元に、ある日かつて互いに憎からず想う相手だった幼馴染・水原哲が訪れる。水原との再会によって、すずは自分の心が既に周作に向いていることを改めて自覚すると共に、余計な気を回して水原と自分を引き合わせようとした周作に対して疑念を深める。すずは遊郭までリンに会いに行くが会えず、討ち入りと勘違いされて追い返されそうになるものの、対応してくれた病床の遊女テルを得意の絵で励ます。後日、すずは桜の花見で再会したリンから、テルはあの直後に亡くなったと聞かされる。リンはすずに、秘密を他人に知られることなく独り占めにして死ぬのも一種の贅沢だ、という旨の死生観を語る。
やがて日本の戦況が劣勢になり、軍港の街である呉は1945年（昭和20年）3月19日を境に、頻繁に空襲を受けるようになる。それでも戦時下の日常を明るく過ごそうとするすずだったが、同年6月22日の空襲で、通常爆弾に混ぜて投下されていた時限爆弾（地雷弾）の爆発によって目の前で晴美を亡くし、自らも右手を失ってしまう。意識が戻ったすずは、晴美を守れなかったことを径子に責められる。同年7月1日の空襲では呉市街地が焼け野原となり、郊外にある北條家にも焼夷弾が落下する。見舞いにきた妹のすみは、江波のお祭りが行われる8月6日に広島の実家に帰ってくるように誘う。すずはすみと軽口を叩き合いながらも、人の死が日常となったこの世界に順応しつつある自分こそが歪んでいるのだという思いを抱き、世界が左手で描いた漫画のように歪んでいると独白する。周作との間柄もリンに対する嫉妬でぎくしゃくしており、北條家での居場所を失いつつあったすずは、機銃掃射から守ってくれた周作に、広島に帰ると訴える。8月6日の朝、病院の予約があるという理由で帰郷を遅らせたすずは、径子と和解して翻意し、北條家に残ることを決意する。結果としてすずは、その日に広島市へと投下された原子爆弾による被爆を免れるが、爆心地から約20キロメートル離れた北條家でも閃光と衝撃波が響き、故郷の広島方面から立ち上る巨大な雲を目撃する。
8月15日、ラジオで終戦の詔勅を聞いたすずは、一億玉砕の覚悟とは何だったのかと激昂して家を飛び出す。裏山の畑からふもとに太極旗がひるがえるのを見たすずは、それまで正義の戦争と信じていたものの正体が、ただの暴力に過ぎなかったことに思い至り、「何も知らないまま死にたかった」と独白し泣き崩れる。
11月、すずは周作の案内で呉の市街地に出かけ、かつてリンのいた遊郭が空襲によって跡形もなく破壊されているのを目の当たりにし、秘密ではなくなってしまった夫とリンとの関係とその過去に想像を巡らせる。12月、すずは呉の軍港で、軍艦が好きだった晴美が死の直前に覗き見ようとした先に、水原の乗艦であった軍艦（重巡洋艦青葉）が大破着底しているのと、その傍に佇む水原を見かけるが、話しかけることなく去り、自分がこの世界でもう会えない人たちの記憶の器として在り続けるという決意をする。
翌年1月、すずはようやく広島市内に入り、草津にある祖母の家に身を寄せていたすみと再会。すずの両親は既に亡くなっており、すみには原爆症の症状が出ていたが、すずは治らなければおかしいと彼女を励ました。
焼け野原となった広島市内で、すずは周作にこの世界の片隅で自分を見つけてくれたことへの感謝を述べる。そこへ戦災孤児の少女が現れ、すずに縋って離れなくなった。二人は少女を連れて呉の北條家に戻る。空襲に怯える必要がなくなった呉の夜には街の灯りが戻っていた。

## 登場人物
登場人物の名前の多くは元素名に由来し、周期表を参考に命名された。また、監督である片渕や主演ののんといった関係者やファンからは敬称付けで呼ばれることがほとんどであり（例：すず＝すずさん、すみ＝すみちゃん）、ファンの間では暗黙の了解で半ば常識化している。

### 主人公と北條家の人々
北條家の住所は「広島県呉市上長之木町八百八番」とある。
浦野すず（うらの すず） → 北條すず（ほうじょう すず）
本作品の主人公。1925年（大正14年）生まれ。血液型B型。広島市江波の海苔梳きの家に育つ。少女時代は、実家の仕事を手伝う傍ら尋常小学校に通学、高等小学校を卒業する。絵を描くことが好きだが裁縫は苦手。18歳時の昭和18年（1943年）暮れに妹・すみと共に広島市草津にある親戚の森田家の仕事を手伝う最中に突然舞い込んできた縁談により、呉の北條家に嫁ぐ。周作と幼少期に一度遭遇していたが覚えてはいなかった。特に断る理由もないまま嫁入りし、哲への思いも捨てきれてはいないものの徐々に周作を心から愛するようになる。働き者だが、おっとりした性格から時折小事件を巻き起こす。周りにはぼんやりした嫁だと思われているが、芯の通った強さも持つ。次第に物資が乏しくなる戦時下の生活に先行きの不安を感じつつも、夫や北條家の人々を愛し、また愛されながら、知恵と明るさで懸命に乗り切っていく。1945年（昭和20年）6月22日、舅の円太郎を見舞いに行った帰りに空襲で右手を失う。人の機微に聡い一面もあり、白木リンと夫の関係に気付いている。
TBSドラマ版では2018年時点でも90歳を越して存命であり、シーズンにユニフォームを着て野球場に通い詰めるほどの広島東洋カープファンである。
北條周作（ほうじょう しゅうさく）
すずの夫。呉鎮守府の軍法会議録事（書記官）。すずよりも4歳年上。昭和18年12月、突然父親の円太郎と浦野家を訪れ、幼いころに一度だけ会ったことがあるすずに結婚を申し込んだ。短編『冬の記憶』に登場する少年と同一人物。生真面目な性格で、親族ら周囲から「暗い」と言われるのを気にしている。すずを愛し、彼女の絵描きの趣味にも理解を持っているが、すずが幼なじみの哲に淡い想いを抱いていることにうすうす気づいている。戦況の悪化に伴い文官から武官に異動させられ留守がちになるも前線に出ないまま生き延びることができ、海軍の解体後は新たな職場で広島市内に通勤することになった。
北條サン（ほうじょう サン）
周作の母（すずの姑）。足を痛めているため普段は自宅で安静にしているが、裁縫や精米など、家長の妻として出来ることを最大限頑張っている。嫁姑の関係ではあるが、すずをいびるようなことはせず優しく接する。自分の体が悪いせいで息子に嫁を取ってもらったという事情もあるものの、優しい言動は元々の性格でもあろうことが示唆されている。
北條円太郎（ほうじょう えんたろう）
周作の父（すずの舅）。広海軍工廠十一空廠勤続の技師。かつてロンドン海軍軍縮会議のため一時解雇されていた。化学が専門のようで、蘊蓄を語り出すと止まらない。真面目かつ温和・冷静で、怒ることはほとんどない。
5月5日の広工廠爆撃のあと一時行方不明になっていたが、6月に海軍病院に入院していることが判明。すずが右手を失ったあと退院し、自宅療養している。
黒村径子（くろむら けいこ）
周作の姉で、顔立ちは周作そっくりな長身の女性。元モダンガールでファッションにうるさい。はっきりと物を言う性格で、何事もてきぱきこなす。家庭に収まらず高等女学校卒業後、職業婦人として働いてもいた。反面、炊事は好きではなく飯を炊けば決まって焦がしていた。当時としては珍しい恋愛結婚をして家を出ていたが、時計屋を営んでいた夫の病死後、その性格から嫁ぎ先と折り合いが悪くなる。建物疎開によって黒村家が下関に引っ越すことを機に離縁し、娘ともども北條家に戻ってきた。跡継ぎであるため嫁ぎ先に残さざるをえなかった息子のことを気にかけている。すずには嫌味を言うことも日常茶飯事である一方、若いすずを気遣っての言動も見られる。晴美が亡くなった時は逆上してすずを責めてしまったが、その後は右手を失って家事に不自由するすずを見かね、彼女に代わって家事に精を出すようになる。すずが罪悪感から実家に帰ろうとした際には「すずさんがイヤんならん限りすずさんの居場所はここじゃ」と言って引き留めた。
すず夫妻がボロをまとった戦災孤児を連れ帰ったときは、晴美の服を直して着せてやろうとする心遣いも見せた。
黒村晴美（くろむら はるみ）
径子の娘。国民学校初等科への入学を控えている。兄の久夫に軍艦の名前を教えてもらっており、幼いながらすずよりはるかに軍艦に詳しい。母とともに北條家に同居し、すずに懐く。1945年（昭和20年）6月22日の空襲後、すずと一緒にいたところを時限爆弾の爆発に巻き込まれて死亡する。
黒村久夫（くろむら ひさお）
離縁した径子が跡取りとして黒村家に預けてきた息子で軍艦が好き。妹・晴美の入学祝いとして自分が使っていた教科書（アサヒ読本）を送ってきた。長男であることから黒村家の跡継ぎとして下関に住む。

### 江波（すずの実家）の人々
浦野十郎（うらの じゅうろう）
すずの父。かつては海苔養殖に従事していたが、工業港建設で海が埋め立てられたため廃業し、埋立地に建てられた工場に勤めている。原爆投下後、妻のキセノを探して広島市内に入ったことから二次被爆し、10月に原爆症により倒れてすぐに亡くなり多くの被爆死者たちとともに学校敷地内で荼毘に付された。
浦野キセノ（うらの キセノ）
すずの母。森田の叔父さんと横顔がよく似ている。8月6日の朝には祭りの準備で広島市街に出かけており、その後消息を絶つ。十郎とすみの捜索もむなしく最後まで見つからなかった。
浦野要一（うらの よういち）
すずの兄。短気ですぐ拳や怒声が出るためすずのみならず腕白な哲ら男子からも怖れられる、通称「鬼（おに）いちゃん」。陸軍軍人としてニューギニアに出征していたためすずの結婚式には立ち会えず、1945年の2月に戦死の知らせが届き他の戦死者たちと共に葬儀が営まれた。最終階級は上等兵。しかし戦死の報告とともに届いたものは石ころ一つしかなく、浦野家の人々は彼の死を実感できずにいる。
浦野すみ（うらの すみ）
昭和元年（1926年）生まれ。すずの妹。しっかり者の美人で、すずに見合い話が来た際に当のすずも「すみちゃんとの間違いでは」と言ったほどである。年子である姉のすずを「すずちゃん」と呼び慕っている。女子挺身隊の一員として陸軍の軍需工場に勤労動員していた時に知り合った陸軍の若い将校（すみ曰く「美男子」、原作では少尉）とほのかに想い合う仲になる。原爆投下後、父の十郎とともに母キセノの捜索のため広島市内に頻繁に出入りしたことから二次被爆し、原爆症のめまいと青あざ（内出血）に悩まされ、イトの家で寝込んでいる。
水原哲（みずはら てつ）
小学校時代のすずの幼なじみで元ガキ大将。海軍兵学校の生徒だった4歳年上の兄を海難事故で失ったことが原因で家庭が荒れており、幼少期はやさぐれていた。小学校卒業後、志願兵として海軍に入隊する。水兵として乗り組んでいた青葉の停泊中、入浴と一夜の宿を求めて北條家を訪れる。再会時は性格が丸くなっていた。すずとは互いに意識しあいながらも素直になれない仲で、すずは周作の妻となっても捨てられない水原への淡い気持ちに罪悪感を持ち、水原もすずの気持ちを理解していたが、訪問時に彼女が周作のことも深く愛するようになっていることを知る。
終戦まで生存しており、終戦後、着底している青葉を見つめる水原をすずが発見。一旦は声をかけようとするも、その眼差しを見て声をかけるのをやめて立ち去った。
りっちゃん
小学校時代のすずの幼なじみ。卒業後、女学校に進学。

### 草津の人々
森田イト（おばあちゃん）
すずの祖母。広島県西部の古江から嫁ぎ、草津に住む。縁談が来たすずに、嫁入りのために仕立てた友禅の着物を手渡し、初夜に行うやりとり（柿の木問答の変種）を教える。優しい性格ながら、不器用なすずに裁縫を教える口調は厳しい。
自宅は戦争被害が軽微でマリナや千鶴子と共に終戦後まで生き延びる。戦後は海苔の仕事を継続しつつ、原爆症を患い働けなくなったすみを家に引き取り看病していた。
森田（もりた）の叔父さん・マリナ（叔母さん）
すずの叔父・叔母。母と同居し海苔梳き業を営んでいる。しばしばすず一家が手伝いに来ている。
森田千鶴子（ちづこ）
森田夫妻の娘（すずの従妹）。晴美より少し年上。すずの胴長靴の着こなしを「父親似」と評している。
座敷童子
短編『大潮の頃』に登場。幼少時代のすずが森田家で遭遇した少女。ボロ着をまとってすいかの皮を囓る姿を見て、すずは新しいすいかを用意するが、直接渡す前に消え失せてしまう。浦野3兄妹が江波へ帰る道中、森田イトにボロ着を繕ってもらい代わりにすずの着物を羽織る座敷童子をすずが空想する。その正体は幼少期の白木リンであることが本編にて示唆されている。

### 呉の人々
白木リン
朝日遊廓「二葉館」の遊女。すずと同じく広島の出身。闇市での買い物帰りに道に迷ったすずに声をかけ仲良くなるが、ふとしたきっかけで周作と浅からぬ仲であることが判明する。小学校には半年しか通わなかったため片仮名しか読めず、絵のやりとりがすずと知り合うきっかけとなった。終盤の第41話で子だくさんの家に育ち、口減らしのため子守りとして売られるがそこを逃げ出して放浪の末、行き着いた呉の遊廓で働きだしたことや、実は短編『大潮の頃』ですずが出会った座敷童子がリンであったという設定の物語が、失われたすずの右手とテルの遺品である艶紅によって描かれる（本作品中でも、たまたますずが着ていた服がかつて祖母の家に着ていったよそ行きの服を直したものだったことがリンの気を引いたことが示唆されている）。呉市への度重なる空襲で二葉館が焼け落ち、焼け跡にすずを経由して渡された茶碗の欠片が残されたが、自身は行方知れずとなり、生死不明。
小林夫妻
円太郎の姉夫妻で周作にとっては伯父・伯母。すずと周作の仲人を務めた。昭和19年10月に物資の疎開のために北條家を訪れ、径子に仕事の紹介をした。昭和20年7月1日の空襲で自宅が全焼したため、円太郎を頼りに北條家に同居することになる。原爆投下後に夫婦で広島に出向き、夫の方は放射能の影響で病気がちになる。
知多
近所の主婦で北條家と同じ隣組。背が高く痩せている。刈谷とは仲が悪いが何かといつも近くにおり、戦況が悪化するにつれて徐々に関係は修復していく。かつて看護婦を務めていた。原爆投下直後の広島市内へ近所の主婦たちとともに救援活動に向かうが、その際同行を申し出たすずを叱りつけ呉に留めた。後に入市被爆の影響で白内障を患う。
刈谷
近所の主婦で北條家と同じ隣組。知多とは仲が悪かった。背が低く太り気味。すずに乏しい物資でも作れる料理のレシピを教えてくれる。夫と弟が戦死した上、息子も陸軍に徴兵され、後に広島市への原爆投下で行方不明となる。後日、上長之木の隣保館にもたれ掛かって死んでいた身元不明の遺体が息子であったらしいと語った（原作では戦友の文で知ったという）。（被爆火傷のため顔が酷くただれていたとはいえ）息子の顔も分からなかったと嘆くが、「泣いてばかりでは塩分がもったいない」とすずと笑い合い、気丈に生きていく。
堂本
近所の老婦人で北條家と同じ隣組。防空壕を北條家と共有している。
テル
リンと同じく「二葉館」の遊女。赤毛と九州方言が特徴的。将来を憂いた見知らぬ若い水兵によって心中未遂に巻き込まれ、冬場の川へ入ったため体調を崩し療養していた。リンを訪ねてきたすずに、南の島の絵を雪上に描いてもらい喜んだ。その後、リンからすずに「肺炎で死んだ」と伝えられ、遺品の艶紅が手渡された。
栗本
円太郎の同僚。晴美のために使い古しの教科書を譲る約束をしていた。教科書を受け取るためにすずが訪ねて行ったところ、1945年3月の空襲で教科書は家ごと焼けてしまっていて、空襲の足音を知らせることになる。

### その他
ばけもん
短編『冬の記憶』に登場。篭を背負った人食い鬼。幼少時に広島の街中（中島本町）へとおつかいに出たすずと周作をさらって食べようとしたが、すずの機転で逃げられる。このエピソードはどこからがすずの想像で、どこまでが実話であるのか曖昧な描写になっており、正体は不明。物語の結末で再登場し、相生橋で当時のことを思い返していたすずと周作とすれ違う。
すずが想像で描いたという体裁の劇中漫画「鬼イチャン」の中では、実は生存していた実兄の要一が南国に流れ着き、現地でワニを妻として娶り、ばけもんの姿となって旅立つという物語が描かれている。
憲兵
高台にある畑で停泊中の軍艦をスケッチしていたすずを「間諜行為」と叱責し、すずが愛用するスケッチブックを押収する。
原作では一人だが、アニメ映画版では二人組で登場する。
広島の少女
年は小学校低学年ごろの少女で、元々は広島市の市街地近くに母と住んでいた。父は軍人で早くに戦死。母も原爆によって右手を失い、半身にガラスが突き刺さったまま彼女の手を引き避難するも途中で力尽きて座ったまま事切れる。その遺体に蛆がわいて蝿が集かって朽ちてきたため、彼女は蝿を追っ払おうとするが、止むを得ずその場を離れた。戦災孤児として半年ほど一人で広島市中を彷徨い、昭和21年の年明けに食べ物を探していたところ、広島駅で北條夫妻と出会う。右手を失ったすずが母の姿と重なったのか、すずに寄り添う。その姿を見て、北條夫妻は呉に彼女を連れて帰りそのまま養女として迎えた。
原爆投下時から北條夫妻と出逢うまでの半年以上もの間にわたって広島市街地に居たが、エンディングの下りでは特に被爆の影響はみられない。
原作では名前が明らかではないが、小説版（アニメ映画のノベライズ）では「ヨーコ」、テレビドラマ（日本テレビ）版では「千鶴」、テレビドラマ（TBS）版では「節子」という名前で登場する。
アニメ映画版のクレジットでは後日談として、すずから洋裁を習い、後にすずと径子のために洋服を作って贈るなど、二人を母親として慕っている様子が描かれている。
TBS版では現代版で壮年女性となって登場し、現代パートの人物との繋ぎ役的な立ち位置となっている。最終話にて新聞記者と結婚し、入り婿である夫に北條家の跡をとってもらったことを明かしており、すずの野球ファン仲間からも「せっちゃん」と呼ばれ可愛がられている。

## 物語に登場する地名
ここでは1944年ごろまでの状況を述べる。なお斜体部分は物語上の設定に関する記述である。

### 呉

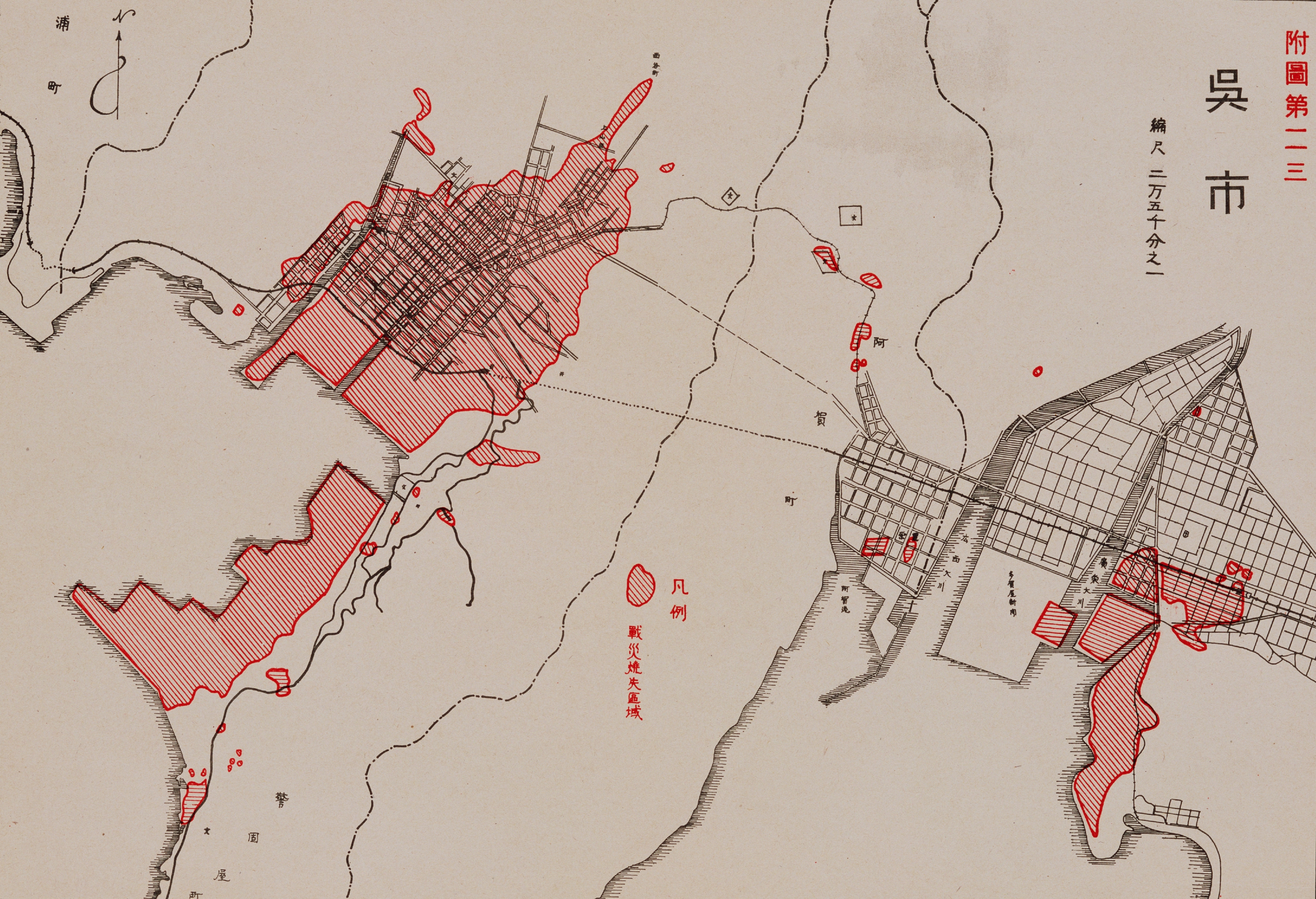
1945年戦災概況図。左が呉旧市内、右が広地区。

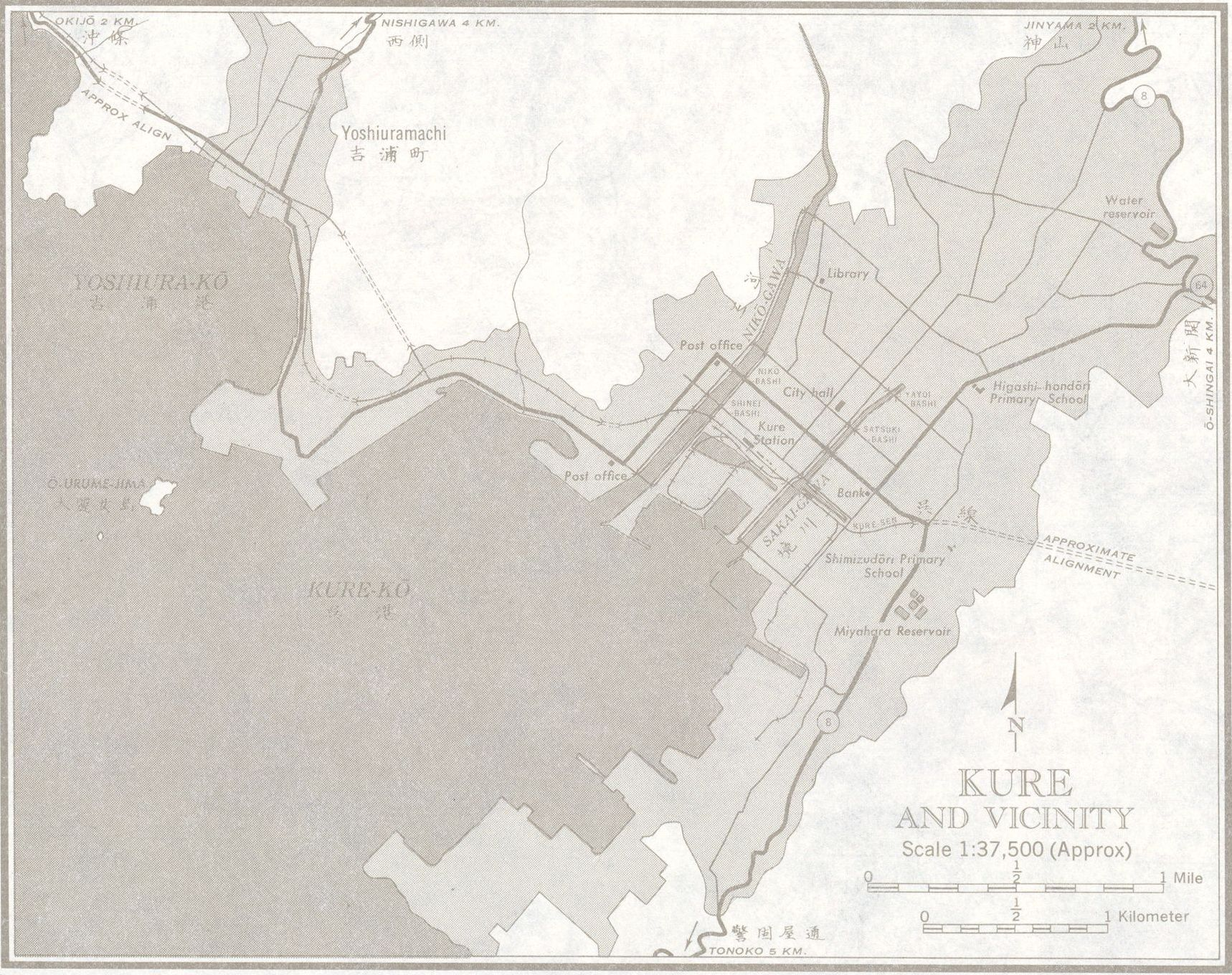
1954年米軍作成の呉旧市内地図。

上長ノ木町（かみながのきちょう）
北條家の人々が住む町。呉市内（旧市内）では北端に位置する。右上地図のうち、旧市内の赤斜線エリア上端付近。高地に位置するため大正末期まで世帯数は少なく、昭和時代に入って宅地化が進行した。嫁ぐ日のすずたちが乗車した木炭バスの終点である辰川（たつかわ）地区はより低地に位置する。

朝日町（あさひまち）
白木リンが住む町。右上地図のうち、旧市内の赤斜線エリアの中心やや右上あたり。明治中期以降一大遊郭地として栄え、町名は1896年に設立された共同遊郭地「朝日廓」に由来する。軍港という特殊条件により栄えた遊郭地で、1935年には46軒の遊郭に650名の娼妓を抱え、規模も豪壮で県下のみならず関西一と称されていた。
呉海軍工廠
周作の父・円太郎のかつての勤務先。右上地図のうち、旧市内海岸沿いの赤斜線エリア。1903年、海軍工廠として設置された。日本有数の兵器工場として知られ、多くの軍艦を建造した。特に1937年（昭和12年）起工の戦艦「大和」は有名。
広（ひろ）海軍工廠
円太郎の現在の勤務先。右上地図のうち、広地区の赤斜線エリア。零式艦上戦闘機の強度維持技術などが研究開発された。
（呉）本通り
径子とすずが晴美の入学準備のため買物に出かけた繁華街。右下地図のうち、旧市内を縦断する太い線で書かれた通り。呉市街地中心部の目抜き通りで、市電が通っており、福屋百貨店の支店も所在する。
二河公園（にこうこうえん）
1945年の春、北條一家が花見に出かけた公園。右下地図のうち、NIKO-GAWA（二河川）流域の"Library"の上あたり。呉市内の代表的行楽地の一つ。

### 広島

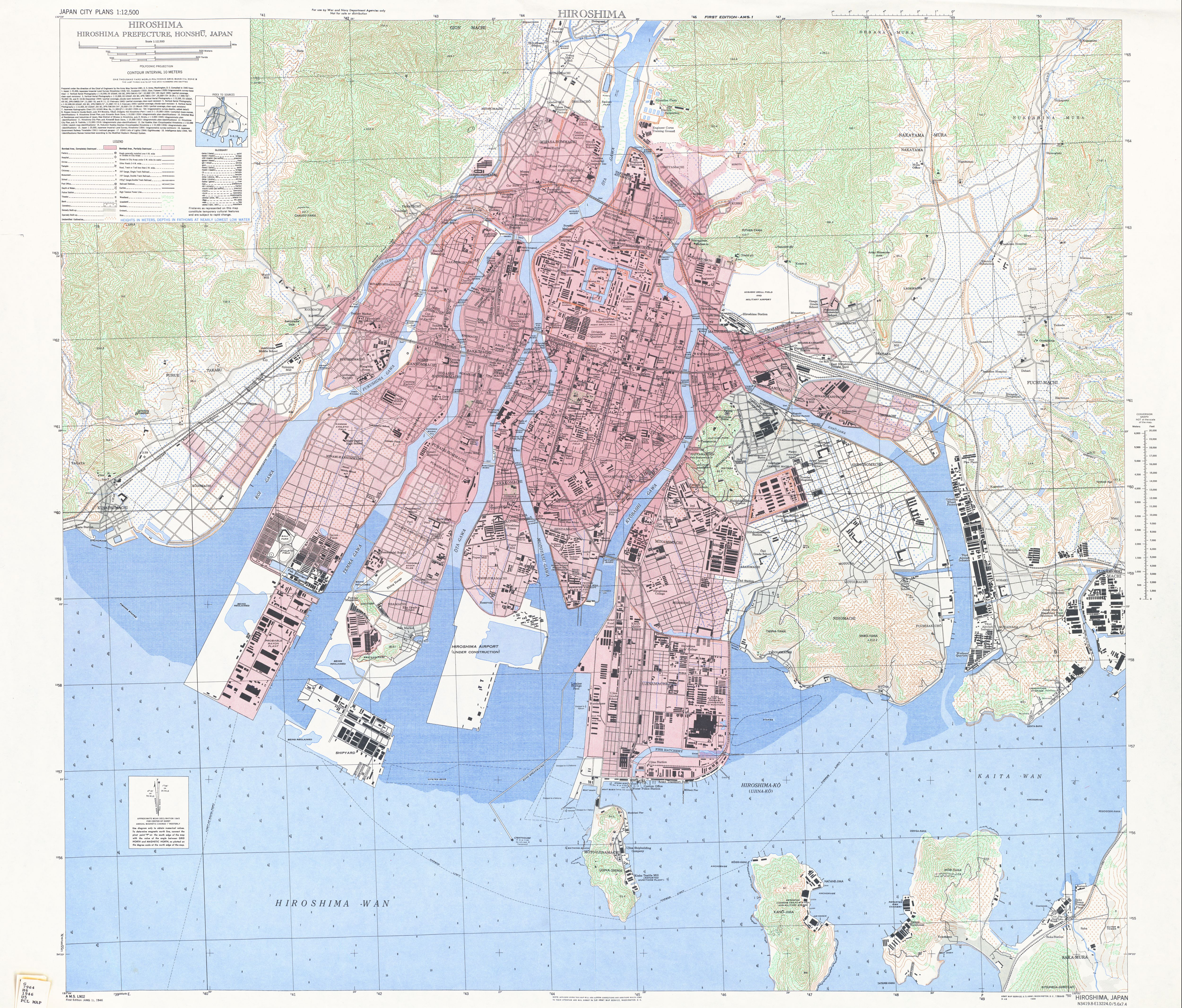
1945年米軍作成の広島市地図。

江波（えば）
すずの実家（浦野家）の所在する町。広島市の本川と天満川に囲まれた三角州の南端の町で、かつて江波山・皿山から先は広島湾だった。古くから漁港が発達しカキや海苔の養殖が盛んな漁師町だったが、1940年以降広島工業港建設の一環として沖合の海面が埋め立てられたため養殖業者の多くは生産縮小や廃業を余儀なくされた。1943年12月に舟入本町まで開通していた広電江波線は1944年6月になって江波に近い、当時の舟入南町まで延伸された。同年、沖合の埋立地で三菱重工業広島工場が操業を開始する。
中島本町（なかじまほんまち）
江波時代のすずがおつかいに出かけた広島市中心部の町。浦野家から海苔を買い付けていた料理屋「ふたば」が存在する。元安川と本川に囲まれた三角州の北端の町で市内では有数の繁華街・歓楽街の一つとして知られていた。「中島勧商場（なかじまかんしょうば）」はその中心で商店や喫茶店・映画館が軒を連ねていた。
広島県産業奨励館
結婚後、広島に里帰りしたすずがスケッチを描く場所。1915年、「広島県商品陳列所」として開館し、のち広島県産業奨励館と改称。中島本町の対岸に位置し、元安川に正面を向けた瀟洒なRC造の建造物でかつては郷土の特産品陳列や美術展が行われていたが、戦局の悪化もあって1944年には産業奨励館としての機能を停止、内務省などの事務所が入っていた。
紙屋町（かみやちょう）交差点
同上。1912年の市電開通以降の再開発により、この交差点界隈は広島の中心的な繁華街となった。1944年当時、交差点の北側は陸軍の軍用地（西練兵場）に占められており完全な交差点にはなっていなかった。
広島駅
同上。広島の中心的な省線駅で市街地の東に位置する。明治時代の開業で1944年時点の駅舎は1922年に竣工した2代目駅舎。
草津（くさつ）
すずの祖母や叔父・叔母が住む町。広島市西郊の漁師町で、1929年に編入合併により広島市の一部となった。干潟や入江に富む地形で古い時代から港町として栄え、カキや海苔の養殖が盛んだった。

## 物語の年表
原作の各話サブタイトルは、各話のできごとが起こった日付で表される体裁になっており、また前述のように、雑誌掲載時の年月が作中の年月と一致するような仕掛けが施されている。ただしこれらの日付は、2016年のアニメ映画では整合性のために見直され、すずと周作の馴れ初めを描いた物語冒頭のできごとが、皇太子（連載当時の今上天皇、第125代明仁）誕生の祝賀ムードに包まれていたはずの「昭和9年1月」から、明仁が誕生する前の「昭和8年12月」へと変更されるなどしている。
| 年                           | 月   | 作中の出来事 | 回     | 日本・広島・呉の主な出来事 |
| ---------------------------- | ---- | --- | ------ | --- |
| 1925年（大正14年）           |      | すず、誕生。 |        | 広島県物産陳列館竣工10周年。 |
| 1926年（大正15年 /昭和元年） |      | |        | |
| 1927年（昭和2年）            |      | |        | 航空母艦「赤城」竣工。 |
| 1928年（昭和3年）            |      | |        | 重巡洋艦「那智」竣工。 |
| 1930年（昭和4年）            |      | |        | 重巡洋艦「愛宕」進水。 |
| 1931年（昭和5年）            |      | |        | ロンドン海軍軍縮会議。 |
| 1931年（昭和6年）            |      | |        | 5月30日、呉海軍航空隊設置。9月18日、満州事変勃発。 |
| 1932年（昭和7年）            |      | すず、尋常小学校入学。 |        | 3月、満州国建国。五・一五事件。 |
| 1933年（昭和8年）            | 12月 | すず、中島本町に海苔を届けに行く（アニメ）。 | [ 41 ] | 皇太子明仁親王誕生。 |
| 1934年（昭和9年）            | 1月  | すず、中島本町に海苔を届けに行く（原作）。 | [ 42 ] | |
| 1935年（昭和10年）           | 8月  | すず兄妹、草津の叔父の家に行く。すず、座敷童子に会う。 | [ 43 ] | 重巡洋艦「最上」竣工。呉市主催の国防と産業大博覧会開催。 |
| 1936年（昭和11年）           | 7月  | |        | 二・二六事件。川原石など呉線沿いに目隠し板塀設置。 |
| 1937年（昭和12年）           |      | |        | 盧溝橋事件勃発、日中戦争が始まる。航空母艦「蒼龍」竣工。11月4日、戦艦「大和」起工。                                                                                             |
| 1938年（昭和13年）           | 1月  | |        | 宇品港転覆事故。 |
| 1938年（昭和13年）           | 2月  | すず、絵を描く。 | [ 44 ] | |
| 1938年（昭和13年）           | 7月  | |        | 水上機母艦「千歳」竣工。 |
| 1938年（昭和13年）           | 12月 | |        | 水上機母艦「千代田」竣工。 |
| 1939年（昭和14年）           | 9月  | |        | 第二次世界大戦が始まる。 |
| 1940年（昭和15年）           |      | すず、高等小学校卒業。 |        | 8月8日、呉工廠において「大和」進水式。 |
| 1941年（昭和16年）           | 12月 | |        | 太平洋戦争が始まる。16日「大和」竣工。 |
| 1943年（昭和18年）           |      | 要一、出征。 |        | 8月1日、重巡洋艦「青葉」呉に到着。 |
| 1943年（昭和18年）           | 12月 | すずに縁談が来る。 | 第1回  | 15日、重巡洋艦「青葉」呉を出撃。24日にシンガポールへ進出。 |
| 1944年（昭和19年）           | 2月  | すず、呉の北條家に嫁ぐ。 | 第2回  | 「青葉」シンガポールを出撃。 |
| 1944年（昭和19年）           | 2月  | すず、干し柿を食べる。 | 第3回  | |
| 1944年（昭和19年）           | 2月  | すず、回覧板を回す。 | 第4回  | |
| 1944年（昭和19年）           | 3月  | すず、もんぺを作る。 | 第5回  | 15日、「青葉」ジャカルタに入港。 |
| 1944年（昭和19年）           | 3月  | すず、里帰り。 | 第6回  | |
| 1944年（昭和19年）           | 4月  | すず、戦艦大和を見る。 | 第7回  | 戦艦「大和」改装が完了し、呉軍港に入港。 |
| 1944年（昭和19年）           | 5月  | すず、楠公飯を作る。 | 第8回  | |
| 1944年（昭和19年）           | 5月  | 27日 すず、国民学校の講習会に行く。 | 第9回  | |
| 1944年（昭和19年）           | 6月  | すず、こまつなを収穫。 | 第10回 | B-29による日本本土初空襲。呉でも警報が鳴る。「青葉」渾作戦。 |
| 1944年（昭和19年）           | 7月  | 北條家、防空壕を作る。 | 第11回 | サイパン島陥落。 |
| 1944年（昭和19年）           | 7月  | すず、憲兵に捕まる。 | 第12回 | 25日「青葉」リンガ泊地に進出。 |
| 1944年（昭和19年）           | 8月  | すず、闇市に行く。 | 第13回 | |
| 1944年（昭和19年）           | 8月  | すず、朝日遊郭でリンと出会う。 | 第14回 | |
| 1944年（昭和19年）           | 9月  | すず、周作に会いに呉鎮守府に行く。 | 第15回 | |
| 1944年（昭和19年）           | 9月  | すず、病院の帰りにリンと会う。 | 第16回 | |
| 1944年（昭和19年）           | 10月 | 周作の伯父母が来る。 | 第17回 | 航空母艦「葛城」竣工。 |
| 1944年（昭和19年）           | 10月 | すず、竹槍訓練をする。 | 第18回 | 「青葉」レイテ沖海戦。23日、雷撃で大破。 |
| 1944年（昭和19年）           | 11月 | すず、代用炭団を作る。 | 第19回 | 11日、広島県に初の空襲。 |
| 1944年（昭和19年）           | 11月 | すず、裁縫をする。 | 第20回 | |
| 1944年（昭和19年）           | 12月 | 水原哲が訪ねてくる。 | 第21回 | 12日、重巡洋艦「青葉」、呉軍港に帰投。 |
| 1944年（昭和19年）           | 12月 | すずと哲、納屋で話す。 | 第22回 | |
| 1945年（昭和20年）           | 2月  | すずの兄・要一が出征先のニューギニアの戦いで戦死。すず、合同慰霊祭に行く。                                                                                           | 第24回 | |
| 1945年（昭和20年）           | 2月  | すず、遊郭でテルと会う。 | 第25回 | |
| 1945年（昭和20年）           | 3月  | すず、空襲に遭う。 | 第26回 | 呉軍港を中心に、米艦載機約350機による空襲（呉軍港空襲）。 |
| 1945年（昭和20年）           | 3月  | 久夫から教科書が届く。 | 第27回 | 「青葉」防空砲台として対空戦闘を行う。 |
| 1945年（昭和20年）           | 4月  | すずら、二河公園に花見に行く。 | 第28回 | 戦艦「大和」、坊ノ岬沖で撃沈される。 |
| 1945年（昭和20年）           | 4月  | すず、飛行機雲を見る。 | 第29回 | |
| 1945年（昭和20年）           | 5月  | 5日、B-29が広工廠に爆撃。円太郎が負傷し病院に搬送、この時の混乱により北條家への連絡が遅れ、行方不明扱いとなる。                                                      | 第30回 | 5日、B-29約120機、広地区海軍工作庁を中心に爆撃。 |
| 1945年（昭和20年）           | 5月  | 周作、海兵団で軍事教練を受ける。 | 第31回 | |
| 1945年（昭和20年）           | 6月  | 22日、円太郎が呉の病院に入院しているとの電報が届き、すずと晴美がお見舞いに行っていた時に空襲に遭う。この時に時限式爆弾により晴美は命を落とし、すずも右手を失う。     | 第32回 | 22日、呉工廠造兵部空襲。工廠に大損害。 |
| 1945年（昭和20年）           | 7月  | 北條家に焼夷弾が落ちるも、とっさの消火活動で鎮火する。 | 第34回 | 1日、B-29約100機、夜半より翌2日早朝にかけて呉市を空襲、市街の大半を消失（呉市街空襲）。                                                                                         |
| 1945年（昭和20年）           | 7月  | すみが訪ねてくる。 | 第35回 | |
| 1945年（昭和20年）           | 7月  | 連日の空襲。 | 第36回 | - 24-29日呉沖海空戦。 - 24日米艦載機約870機、呉軍港内艦艇を中心に爆撃。 米艦載機約950機およびB-29・B-24約110機、主に呉軍港内艦艇を爆撃。 - 28日、重巡洋艦「青葉」、大破・着底。 |
| 1945年（昭和20年）           | 8月  | すず、巨大な雲を見る。 | 第37回 | 6日、広島に原子爆弾投下。8日福山大空襲。 |
| 1945年（昭和20年）           | 8月  | すず、草履を作る。この時に刈谷の息子が重傷を負いながらも上長之木隣保場に辿り着くも力尽きて死亡、外傷が酷く顔も分からないため、身元が分かるまで一時無縁仏扱いとなる。 | 第38回 | 9日、長崎に原子爆弾投下。 |
| 1945年（昭和20年）           | 8月  | すず、ラジオを聴く。 | 第39回 | 15日、終戦。玉音放送。 |
| 1945年（昭和20年）           | 9月  | 台風に遭う。 | 第40回 | 17日、枕崎台風、広島直撃死者1154人、 負傷者440人、流失家屋1162戸、半壊家屋792戸発生。                                                                                           |
| 1945年（昭和20年）           | 10月 | 周作、大竹海兵団に行く。 | 第41回 | アメリカ占領軍輸送船団約30隻広湾に入港。翌7日、本隊19,500人上陸。 |
| 1945年（昭和20年）           | 11月 | すず、配給に行く。 | 第42回 | |
| 1945年（昭和20年）           | 12月 | すずと刈谷、服を交換しに行く。帰り道に着底した青葉を見つめる哲を発見するも声をかけずに立ち去る。                                                                     | 第43回 | 陸軍省・海軍省が第一復員省と第二復員省に改組。 |
| 1946年（昭和21年）           | 1月  | すず、広島市に帰る。この時に病に臥せっていたすみの口から両親が死去したことを知る。                                                                                   | 第44回 | |
| 1946年（昭和21年）           | 1月  | すずと周作、戦災孤児の少女と出会い、養女として引き取る。 | 最終回 | |
| 1946年（昭和21年）           | 2月  | |        | 英連邦占領軍先遣隊と海軍部隊、呉に入港。 総司令部と基地部隊を呉市内に置く。 |

## 書誌情報
- こうの史代『この世界の片隅に』双葉社〈アクションコミックス〉、全3巻
  1. 上巻 2008年2月12日発行、ISBN 978-4-575-94146-3
  2. 中巻 2008年7月11日発行、ISBN 978-4-575-94179-1
  3. 下巻 2009年4月28日発行、ISBN 978-4-575-94223-1
- こうの史代『この世界の片隅に 新装版』双葉社〈アクションコミックス〉、全2巻[45]
  1. 前編 2011年7月21日発行、ISBN 978-4-575-83940-1
  2. 後編 2011年7月21日発行、ISBN 978-4-575-83941-8
- こうの史代『この世界の片隅に【新装版】』コアミックス〈ゼノンコミックスDX〉、全2巻
  1. 上巻 2022年5月20日発売[46]、ISBN 978-4-86720-371-2
  2. 下巻 2022年5月20日発売[46]、ISBN 978-4-86720-372-9

### 初出
- 冬の記憶 - 『月刊まんがタウン』2006年2月号
- 大潮の頃 - 『漫画アクション』2006年8月15日号
- 波のうさぎ - 同上2007年1月9日号
- 第1回 - 第6回 - 同上2007年1月23日号 - 4月3日号
- 第7回 - 第9回 - 同上5月8日号 - 6月5日号
- 第10回 - 第11回 - 同上7月3日号 - 7月17日号
- 第12回 - 第23回 - 同上8月7日号 - 2008年1月22日号
- 第24回 - 第28回 - 同上2月19日号 - 4月15日号
- 第29回 - 第40回 - 同上5月6日号 - 10月21日号
- 第41回 - 最終回（第45回） - 同上12月2日号 - 2009年2月3日号

## 受賞
- 第13回文化庁メディア芸術祭マンガ部門優秀賞（2009年）[47]
- THE BEST MANGA 2010 このマンガを読め!（フリースタイル）第1位（2010年）
- ダカーポ特別編集 最高の本! 2010（マガジンハウスムック）マンガ部門第1位（2010年）

## テレビドラマ（日本テレビ）
『終戦記念スペシャルドラマ この世界の片隅に』のタイトルで2011年8月5日21時 - 23時24分に日本テレビ系で放送された。主演は北川景子。

### キャスト (日本テレビ)
- 北條すず - 北川景子（幼少期 - 石井心愛、少女期 - 川島鈴遥）
- 北條周作 - 小出恵介
- 白木リン - 優香
- 水原哲 - 速水もこみち（幼少期 - 岡田和志）
- 北條径子 - りょう
- 北條円太郎 - 篠田三郎
- 北條サン - 市毛良枝
- 浦野十郎 - 萩原流行
- 浦野キセノ - 春風ひとみ
- 浦野すみ - 真下玲奈
- 森田イト - 水野久美
- 千鶴 - 芦田愛菜
- 北條晴美 - 小西舞優
- テル - 木下あゆ美
- 大石吾朗、田根楽子、大沢逸美、佐藤正宏、大原真理子、池田香織、桜田聖子、諷加、気谷ゆみか、田窪一世、手塚卓、田之頭保弘、西谷綾子、中沢旻江、名古屋海沙樹、嶋野ゆりか、森拓磨、山田由美子

### スタッフ (日本テレビ)
- 脚本 - 浅野妙子
- 演出 - 佐藤東弥
- 音楽 - 羽毛田丈史
- 音楽プロデュース - 志田博英
- 劇中絵画 - 宇崎弘美
- 歴史監修 - 吉田裕（一橋大学大学院社会学研究科教授）
- ロケ協力 - 呉地域フィルムコミッション、山口県フィルムコミッション、竹原市、大子町フィルムコミッション、千葉県企業庁 ほか
- アクション - 大道寺俊典、嵐田由宇、中嶋綾乃
- CG - fude、マリンポスト、Motor/lieZ、イマージュ
- 技術協力 - NiTRO
- 美術協力 - 日テレアート
- 編集・MA - 映広、麻布プラザ
- スタジオ- 緑山スタジオ・シティ、日活撮影所
- 映像提供・協力 - 日本放送協会、ソートエクイティモーション（現T3Media）、ゲッティイメージズ
- チーフプロデューサー - 田中芳樹
- プロデューサー - 西牟田知夫（日本テレビ）、 森川真行、 渡邉義行（ファインエンターテイメント）
- 製作協力 - 広島テレビ放送、ファインエンターテイメント
- 製作著作 - 日本テレビ

### 関連商品 (日本テレビ)
DVD
- 終戦記念スペシャルドラマ この世界の片隅に（2011年11月9日、バップ、VPBX-13615）

## テレビドラマ（TBS）
TBS系の「日曜劇場」枠で2018年7月15日から9月16日まで毎週日曜日21時 - 21時54分に放送された。
2018年3月20日に発売された『漫画アクション』7号の誌上で連続ドラマ化が発表された。岡田惠和が脚本を担当し、約3,000人のオーディションの中から選ばれた松本穂香と松坂桃李が主演を務める。
撮影は、呉から大正15年築の古民家を移築した東京都内のスタジオ内のオープンセットに加え、広島や岡山にて5月上旬から9月上旬にかけて行われる。
ドラマオリジナルで現代（2018年）を舞台にしたパートが描かれる。
実写ドラマ版のクレジットにおいて「special thanks to 映画『この世界の片隅に』製作委員会」との表記を行ったのに対し、同委員会側は「当該ドラマの内容・表現等につき、映画に関する設定の提供を含め、一切関知しておりません」との発表を行った。
一方で原作者のこうのは、原作とテレビドラマ版の設定の差異について、「『六神合体ゴッドマーズ』よりは原作に近いんじゃないかな!?」と皮肉交じりに評していた。

### キャスト (TBS)
- 北條（浦野）すず - 松本穂香（幼少期：新井美羽）
- 北條周作 - 松坂桃李（幼少期：浅川大治）
- 水原哲 - 村上虹郎（幼少期：今井暖大）
- 刈谷幸子 - 伊藤沙莉
- 堂本志野 - 土村芳
- 浦野十郎 - ドロンズ石本
- 浦野すみ - 久保田紗友（幼少期：野澤しおり、13歳：荒木優那）
- 堂本美津 - 宮地雅子
- 知多ハル - 竹内都子
- 憲兵 - 川瀬陽太
- 成瀬 - 篠原篤
- 浦野要一 - 大内田悠平（幼少期：土屋慶太）
- 黒村久夫 - 大山蓮斗
- 黒村晴美 - 稲垣来泉
- 刈谷武 - 山本圭祐
- テル - 平山咲彩[52]（第三話）、唐田えりか[53][54]（第五話）
- 堂本春夫 - 毎熊克哉
- 節子の実母 - 安藤輪子
- 北條節子 - 浅田芭路
- 白木リン - 二階堂ふみ（幼少期：大迫莉榎）
- 黒村径子 - 尾野真千子
- 刈谷タキ - 木野花
- 堂本安次郎 - 塩見三省
- 北條円太郎 - 田口トモロヲ
- 浦野キセノ - 仙道敦子[55]
- 北條サン - 伊藤蘭
- 森田イト - 宮本信子
- 郵便配達員‐北浦愛

#### 現代版
- 近江佳代 - 榮倉奈々[4]
- 江口浩輔 - 古舘佑太郎[4]
- 北條節子 - 香川京子[56]
- カープ応援団長　-  柿辰丸

### スタッフ (TBS)
- 原作 - こうの史代『この世界の片隅に』（双葉社刊、『漫画アクション』連載）
- 脚本 - 岡田惠和
- 音楽 - 久石譲
- 劇中歌 - 「山の向こうへ」（作詞：岡田惠和、作曲・編曲：久石譲）[57]
- special thanks - 映画『この世界の片隅に』製作委員会
- 撮影 - 花村也寸志
- 時代考証 - 山田順子
- 方言指導 - 小豆畑雅一[58]、沖田愛[58]
- 海軍考証 - 相原謙次、国本康文
- 劇中イラスト - 中谷友香
- 手旗指導 - 岡浩
- 海苔すき指導 - 落合政美、楠本健司、和田美仁
- 藁草履指導 - 中島安啓
- 演出 - 土井裕泰、吉田健
- プロデュース - 佐野亜裕美
- 製作著作 - TBS

### 放送日程 (TBS)
| 各話                                                                        | 放送日  | サブタイトル                                          | 演出     | 視聴率 |
| --------------------------------------------------------------------------- | ------- | ----------------------------------------------------- | -------- | ------ |
| 第一話                                                                      | 7月15日 | 昭和の戦争のさなか懸命に生きた家族の愛と命の感動物語! | 土井裕泰 | 10.9%  |
| 第二話                                                                      | 7月22日 | 小姑襲来! 戦時下の広島波乱の新婚生活が幕を開ける!     | 土井裕泰 | 10.5%  |
| 第三話                                                                      | 7月29日 | 初めての逢引、交錯する4つの運命                       | 土井裕泰 | 09.0%  |
| 第四話                                                                      | 8月05日 | りんどうの秘密、知られざる過去                        | 吉田健   | 09.2%  |
| 第五話                                                                      | 8月12日 | 空襲来る…さよなら初恋の人                             | 土井裕泰 | 08.9%  |
| 第六話                                                                      | 8月19日 | 昭和20年夏、きたる運命の日!                           | 吉田健   | 08.5%  |
| 第七話                                                                      | 9月02日 | 昭和20年8月広島…失った笑顔、絶望の先                  | 土井裕泰 | 09.8%  |
| 第八話                                                                      | 9月09日 | 最終章前編! 戦争が終わる…さよなら親友                 | 吉田健   | 10.9%  |
| 最終話                                                                      | 9月16日 | 完結〜原爆後の広島で出会った愛の奇跡                  | 土井裕泰 | 10.0%  |
| 平均視聴率 9.7%（視聴率はビデオリサーチ調べ、関東地区・世帯・リアルタイム） |         |                                                       |          |        |

物語の舞台となった広島での最高視聴率22.9%（第8話）。

### 関連商品 (TBS)
映像
- この世界の片隅に Blu-ray BOX（2019年2月13日、TCエンタテインメント）
- この世界の片隅に DVD-BOX（2019年2月13日、TCエンタテインメント）

音楽
- TBS系 日曜劇場「この世界の片隅に」オリジナル・サウンドトラック（2018年8月29日、ユニバーサルミュージック）
- ピアノミニアルバム TBS系 日曜劇場「この世界の片隅に」<公式楽譜集>（2018年9月8日、ヤマハミュージックメディア、ISBN 978-4-636-96320-5）

| TBS系 日曜劇場                             | TBS系 日曜劇場                               | TBS系 日曜劇場                                         |
| 前番組                                     | 番組名                                       | 次番組                                                 |
| ------------------------------------------ | -------------------------------------------- | ------------------------------------------------------ |
| ブラックペアン （2018年4月22日 - 6月24日） | この世界の片隅に （2018年7月15日 - 9月16日） | 下町ロケット（2018年版） （2018年10月14日 -12月23日 ） |

## アニメ映画
2016年11月12日より、本作品を原作とする劇場アニメーション映画が全国公開された。片渕須直監督、アニメーション制作MAPPA、東京テアトル配給。封切り日の公開館数は63館であったが、徐々に公開規模を拡大し、2017年1月22日時点で公開館数198館・興行収入15億円・動員数110万人を突破しているという。第90回キネマ旬報ベスト・テン日本映画ベストワンおよび監督賞、第71回毎日映画コンクール日本映画優秀賞・音楽賞・大藤信郎賞、第41回アヌシー国際アニメーション映画祭長編部門審査員賞（準グランプリ）などを受賞している。
映画版の関連書籍として、本作品のノベライズ版も出版されている。詳細は「この世界の片隅に (映画)#書籍」を参照。
公開後、上映館が順次増えていったことで日本国内のいずれかの劇場で上映され続け、2019年12月19日まで1133日に渡る日本のアニメ映画史上最長となるロングラン記録を打ち立てた。翌20日には、追加シーンを加えた「この世界の（さらにいくつもの）片隅に」が公開された。

## ミュージカル
2024年、「ミュージカル『この世界の片隅に』」として、初の舞台化。主演は昆夏美と大原櫻子のWキャスト。2024年5月に日生劇場で開幕の後、全国ツアーを展開し、作品の舞台である広島県呉市にて大千穐楽。

### 日程 (ミュージカル)
- 2024年5月 - 日生劇場（東京）
- 2024年6月〜7月 - 札幌、松本、水戸、名古屋、大阪、広島（呉）など

### キャスト (ミュージカル)
- 浦野すず - 昆夏美 / 大原櫻子（Wキャスト）
- 北條周作 - 海宝直人 / 村井良大（Wキャスト）
- 白木リン - 平野綾 / 桜井玲香（Wキャスト）
- 黒村径子 - 音月桂

### スタッフ (ミュージカル)
- 脚本・演出 - 上田一豪
- 音楽 - アンジェラ・アキ